# Klinikum München Pasing

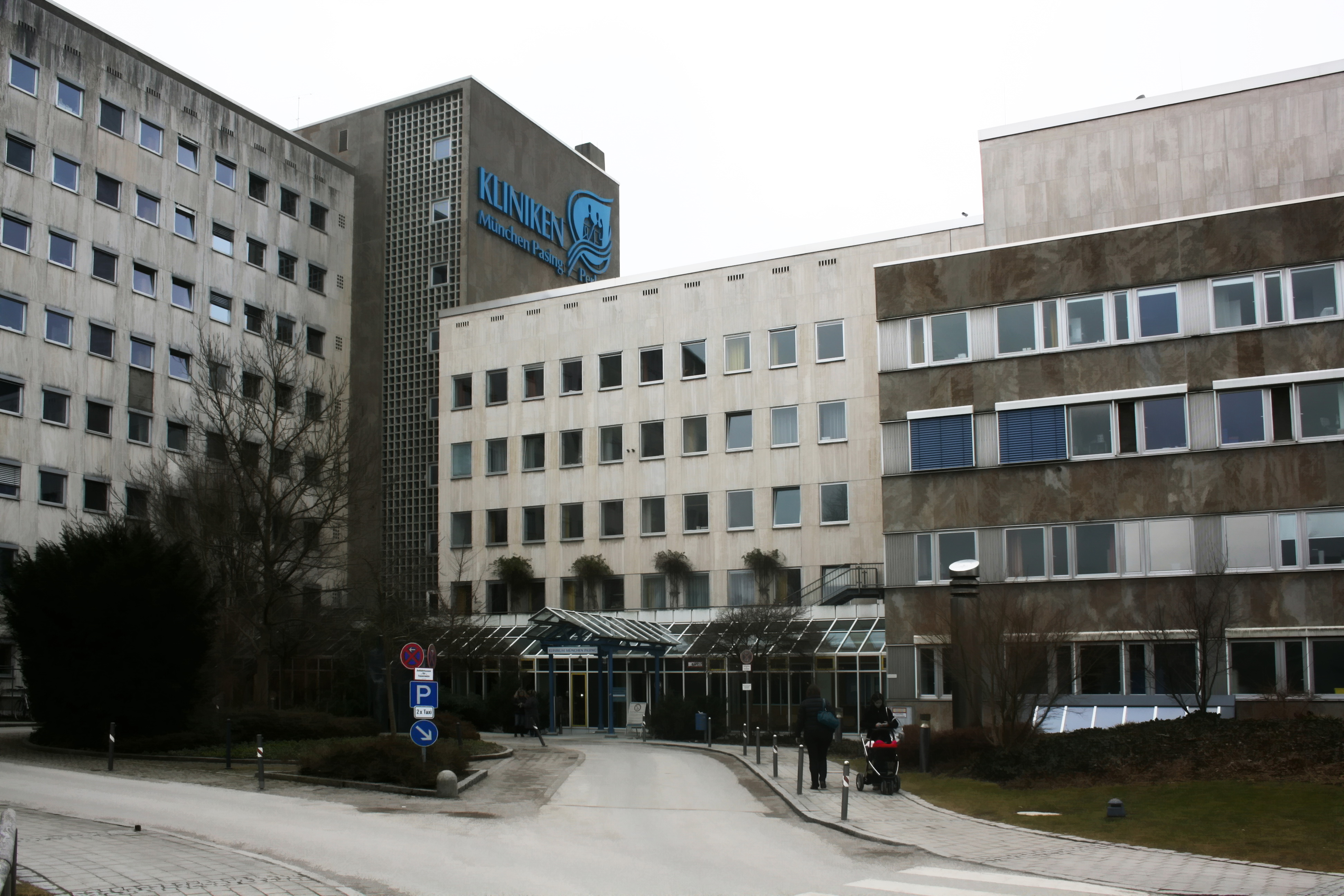
Klinikum München Pasing

Das Klinikum München Pasing ist ein privat geführtes Krankenhaus der Schwerpunktversorgung mit 400 Betten im Münchner Stadtteil Pasing.

## Geschichte
Das Klinikum entwickelte sich aus dem Asyl und Krankenhaus des Distrikts links der Isar in der Gemeinde Pasing.  Diese Einrichtung ging 1884 aus einer Stiftung des Pfarrers Wörnzhofer hervor. Bei der Umbenennung der kommunalen Gebietskörperschaften durch das neue Selbstverwaltungsgesetz im Jahre 1919 erhielt das Klinikum den Namen Bezirkskrankenhaus. 1939, nach der Vereinheitlichung der Gebietsbezeichnungen, wurde der Name in Kreiskrankenhaus München-Pasing geändert. Durch die Eingemeindung von Pasing nach München kam es dazu, dass sich auf dem Gebiet der Stadt München ein Krankenhaus des Landkreises München befand.
Kurz vor Ende des Zweiten Weltkrieges wurde das Krankenhaus bei einem Luftangriff am 25. April 1945 so stark zerstört, dass es in die Oberrealschule München-Pasing evakuiert werden musste.
Nach dem Krieg wurde die Klinik wieder aufgebaut und 1967 als kompletter Neubau wieder eröffnet. 2001 entstand der Behandlungsbau II, der fällige Modernisierungen ermöglichte.
2005 wurden das Klinikum München Pasing vom Landkreis München an die Rhön-Klinikum AG verkauft. Zusammen mit dem Klinikum München Perlach firmiert es somit Kliniken München Pasing und Perlach GmbH. Im selben Jahr wurde das Klinikum Lehrkrankenhaus der Ludwig-Maximilians-Universität München.
Im Rahmen des erneuten Verkaufs 2013 und der Integration in die HELIOS Kliniken Gruppe änderte sich auch der Name beider Kliniken der Kliniken München Pasing und Perlach GmbH (seit Juli 2014): Das Klinikum München Perlach wurde zur HELIOS Klinik München Perlach; das Klinikum München Pasing zum HELIOS Klinikum München West. Ärztlicher Direktor des Helios Klinikums München West wurde 2019 Reza Ghotbi, der zuvor Chefarzt der Gefäßchirurgie im Pasinger Klinikum war.

## COVID-19-Pandemie
Aufgrund der COVID-19-Pandemie erkrankten zahlreiche Mitarbeiter und Patienten an COVID-19. Daraufhin wurde vom 2. bis 4. April 2020 kein Patient mehr entlassen oder aufgenommen, was in Bayern in keinem anderen Krankenhaus geschah. Inzwischen herrscht wieder Normalbetrieb. 

## Abteilungen und Bereiche
Fachabteilungen für
- Anästhesie
- Chirurgie
- Gefäßchirurgie
- Gynäkologie
- Hals-Nasen-Ohrenheilkunde
- Medizinische Klinik I und II
- Neurologie und Neurophysiologie
- Institut für Pathologie
- Krankenpflegeschule
- Kindergarten
- Schmerztherapie

## Bekannte Angehörige
- Lorenz Schreiner (1920–2008), Chefarzt der HNO-Abteilung 1967–1985